# Paolo Graziosi
Paolo Graziosi, né le 25 janvier 1940 à Rimini (Italie, province de Rimini, région d'Émilie-Romagne) et mort le 1er février 2022 à Vicence, est un acteur italien. Homme de théâtre, il a également travaillé pour le cinéma et la télévision.

## Biographie
Remarqué à ses débuts en 1962 par Franco Zeffirelli pour sa prestation au cinéma dans les Archanges (Enzo Battaglia), Paolo Graziosi joua l'année suivante au théâtre dans Roméo et Juliette, dans le rôle de Mercutio. Sa carrière sera désormais essentiellement tournée vers le théâtre, sans jamais complètement délaisser le cinéma ni la télévision.
Parmi ses multiples apparitions au théâtre, il y a lieu de distinguer son interprétation de La Leçon d'Eugène Ionesco.

## Filmographie
- 1963 : Gli arcangeli d’Enzo Battaglia : Paolo
- 1966 : Het gangstermeisje de Frans Weisz
- 1968 : Galileo de Liliana Cavani
- 1969 : Cœur de mère (Cuore di mamma), de Salvatore Samperi
- 1970 : Necropolis de Franco Brocani
- 1982 : Dialogue de Rome, de Marguerite Duras
- 1989 : Joyeux Noël, bonne année (Buon Natale... Buon anno), de Luigi Comencini
- 1991 : Una storia semplice d'Emidio Greco
- 1993 : Louis, enfant roi, de Roger Planchon
- 1993 : Le Long Silence (Il lungo silenzio) de Margarethe von Trotta
- 2007 : Pas de qualité pour les héros, de Paolo Franchi
- 2008 : Il Divo, de Paolo Sorrentino
- 2008 : Il papà di Giovanna, de Pupi Avati
- 2016 : Veloce come il vento, de Matteo Rovere
- 2019 : Pinocchio de Matteo Garrone
- 2020 : Le Poète et le Dictateur (Il cattivo poeta) de Gianluca Jodice
- 2021 : Tre piani de Nanni Moretti
- 2021 : Chiara Lubich - L'amore vince tutto, de Giacomo Campiotti : cardinal

## Source de traduction
- (it) Cet article est partiellement ou en totalité issu de l’article de Wikipédia en italien intitulé « Paolo Graziosi » (voir la liste des auteurs).